# Шаман (вездеход)
«Шаман» — вездеход-амфибия на шинах сверхнизкого давления, производится компанией «Авторос».

## История создания
В 2005 году началась разработка будущего концепта вездехода. В 2007 г. был изготовлен первый прототип, получивший название «ZET», — шестиколёсный вездеход с дюралевым кузовом, закрытой алюминиевой герметичной рамой и двигателем ЗМЗ-514. Поворотными были колёса первой и последней осей, что позволило уменьшить радиус разворота. На этот вездеход были установлены оригинальные шины и легкосплавные диски, разработанные Авторос.
В 2008 г. был представлен первый опытный образец вездехода с колесной формулой 8х8, получивший название ЗЭТ-3902.
Кузов нового вездехода был изготовлен из композиционных материалов. В 2010 г. был разработан гидравлический привод гребного винта. В 2012 г. на Международном Автомобильном Салоне в Москве была представлена новая модель вездехода, получившая название «Шаман».

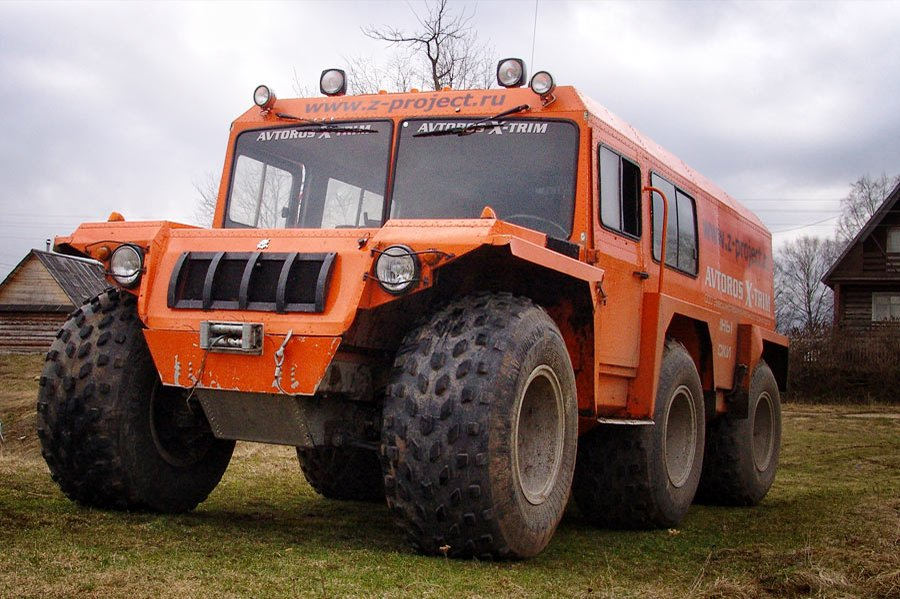
Шестиколесный вездеход «ZET»
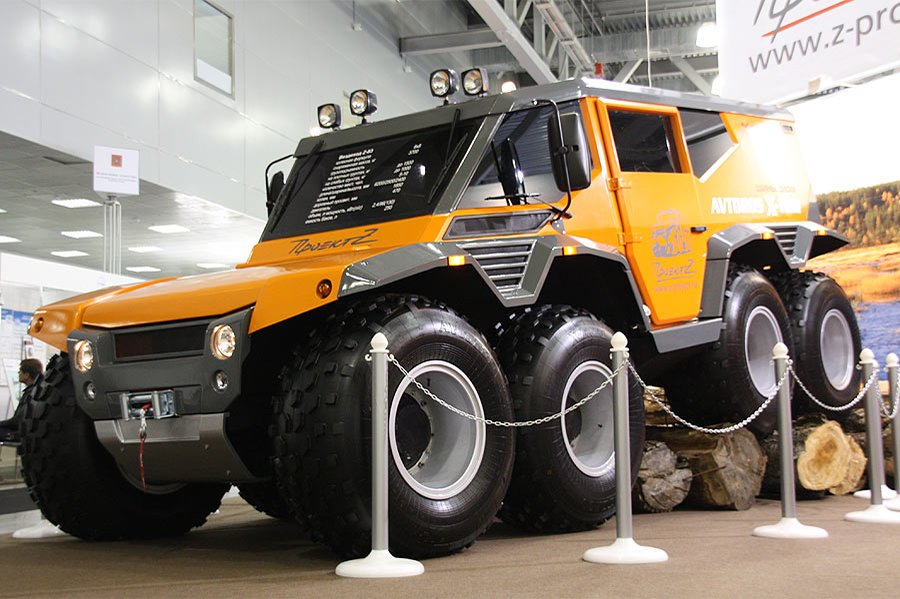
ЗЭТ-3902
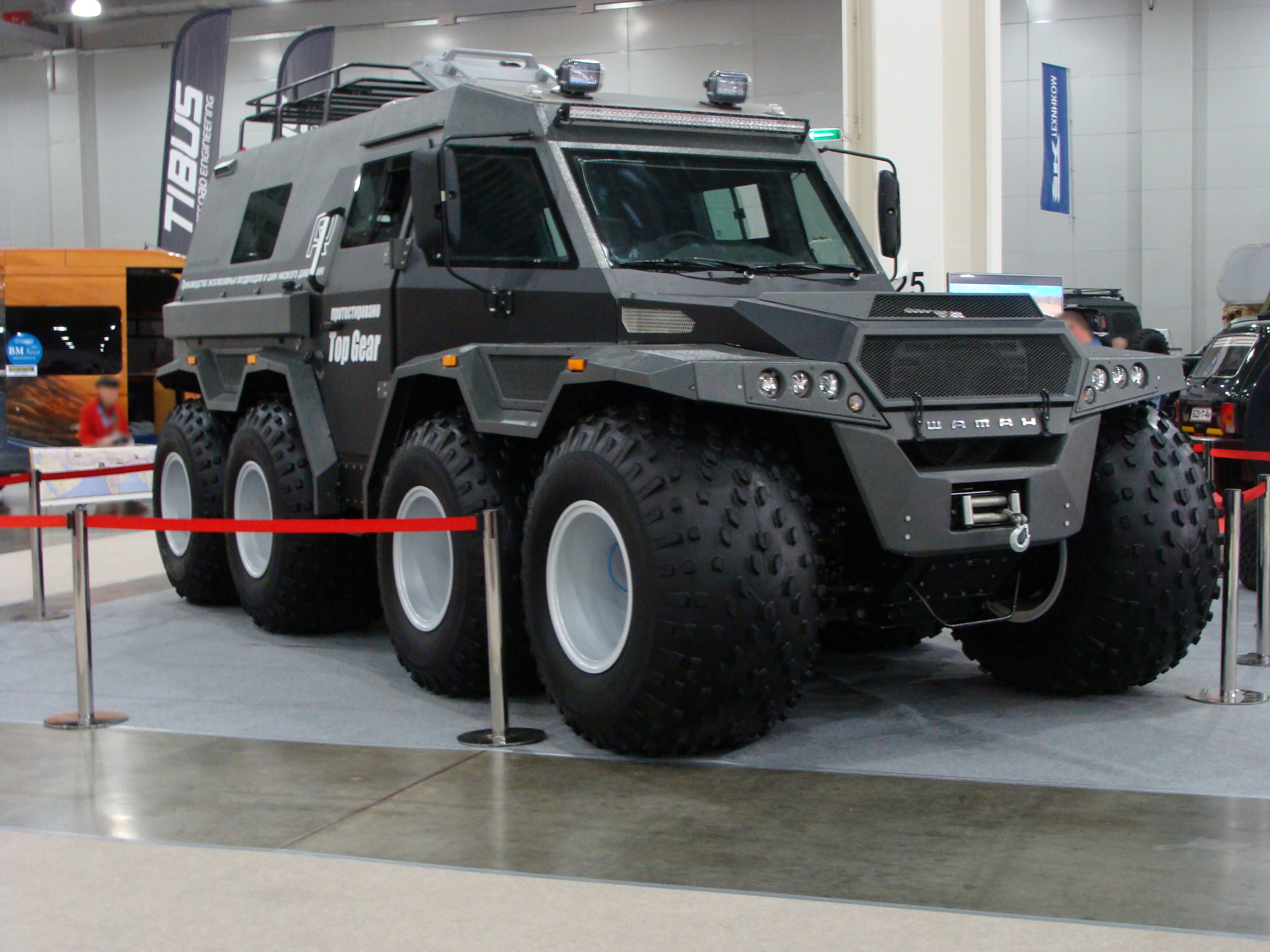
«Шаман» на Московском международном автомобильном салоне

## Особенности конструкции
Вездеход имеет утепленный стальной кузов, нижняя часть которого герметична и сделана по принципу лодки. «Шаман» держится на плаву за счёт герметичности кузова и водоизмещения колёс. По воде вездеход может двигаться за счёт вращения колёс (в таком случае скорость составляет 2 км/ч), или с гребным винтом (до 7 км/ч).
Для откачки попавшей в кузов воды установлены две помпы, производительностью 200 литров в минуту, а для быстрого слива воды есть так же пневматические клапаны с электронным управлением. Все детали трансмиссии расположены в закрытой раме оригинальной конструкции. Привод полный, с подключаемым 1 и 2 мостами. Подвеска колёс независимая, пружинная. Все 8 колёс поворотные. «Шаман» имеет три режима движения: при первом поворотными являются только передние 4 колеса, при втором — колеса первого и второго мостов поворачивают в одну сторону, а третьего и четвертого — в противоположную, уменьшая радиус поворота вездехода; при третьем — все колеса поворачиваются в одну сторону на один и тот же угол — 27⁰, и машина едет боком. Этот режим облегчает движение по рыхлым грунтам, так как задние колёса не едут по колее передних.

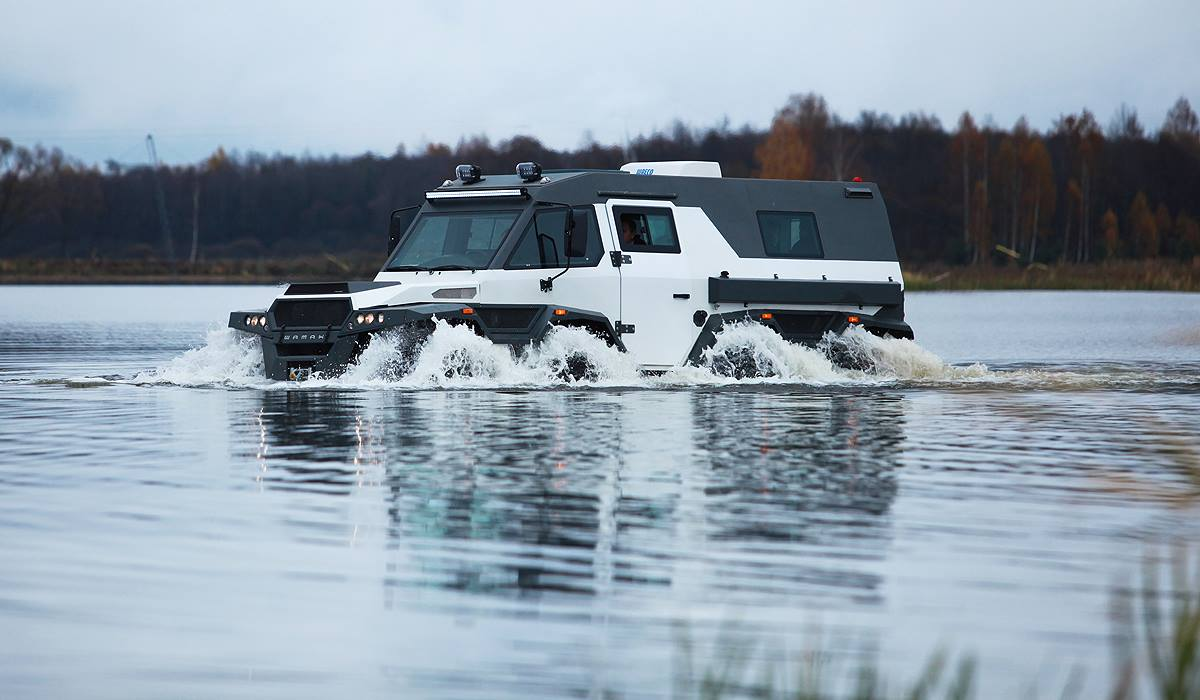
«Шаман» на плаву
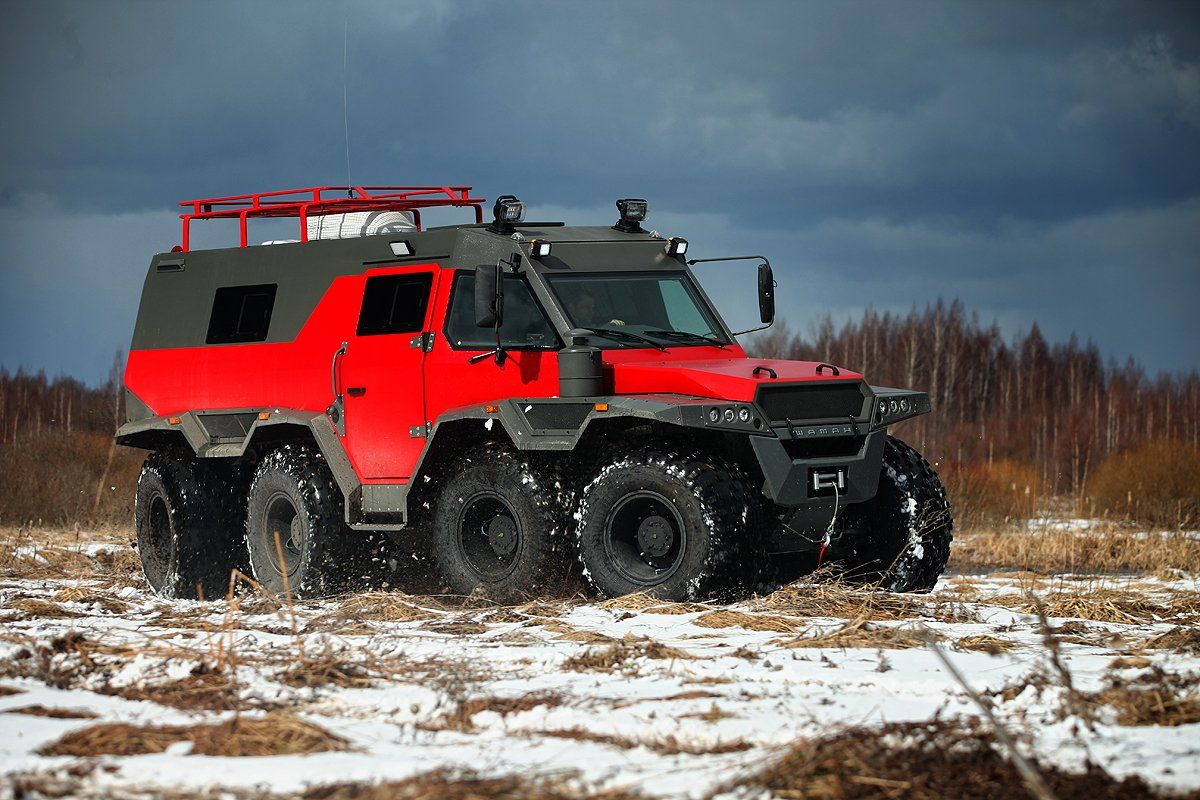
Все 8 колёс «Шамана» поворотные

Водительское кресло расположено по центру для улучшения обзорности. На вездеход может устанавливаться три варианта колёс, два — размером 1200-600х21, с разным рисунком протектора и один — 1300-700х21".
«Шаман» выпускается в двух комплектациях, — «Турист» и «Охотник», различающихся исполнением салона. В «Туристе» сзади установлено 6 отдельных кресел, а в «Охотнике» вместо них — 2 раскладывающихся дивана, на которых можно спать.
«Шаман» оснащается дизельным двигателем Iveco, мощность которого, в целях повышения надёжности, снижена со 180 до 146 л. с. Первоначально на вездеход устанавливалась 5-ступенчатая МКПП, в настоящее время — только 6-ступенчатая.
«Шаман» не имеет ограничений по движению по дорогам общего пользования, так как не превышает допустимой ширины (2 550 мм).

## Технические характеристики
- Максимальная скорость по суше — 70 км/ч
- Минимальная скорость — 2 км/ч
- Максимальная скорость на воде — 7 км/ч
- Снаряжённая масса — 4800 кг
- Грузоподъёмность на плотных грунтах — до 1500 кг
- Грузоподъёмность на слабонесущих грунтах — до 1000 кг
- Угол опрокидывания — 47 градусов
- Максимальный подъем — 45 градусов
- Продольный радиус проходимости — 1700 мм
- Раздаточная коробка — 2-ступенчатая, 5-вальная, с блокируемым дифференциалом и подключаемыми 1 и 2 мостами, с валом отбора мощности (для гребного винта)
- Рулевое управление — гидрообъемное, с гидроцилиндрами в качестве исполнительных механизмов
- Мосты — оригинальные на базе «УАЗ спайсер»
- Колёсный редуктор — оригинальный
- Шины низкого давления — Авторос, 1200-600х21" или 1300-700х21"
- Количество мест — 9
- Спальные места — 4 (вариант «Охотник»)

## Шаман-М
На выставке «АРМИЯ-2020» была представлена специализированная версия Шамана — "Вездеход скорой медицинской помощи модели Шаман-М", представляющий собой реанимационный автомобиль.

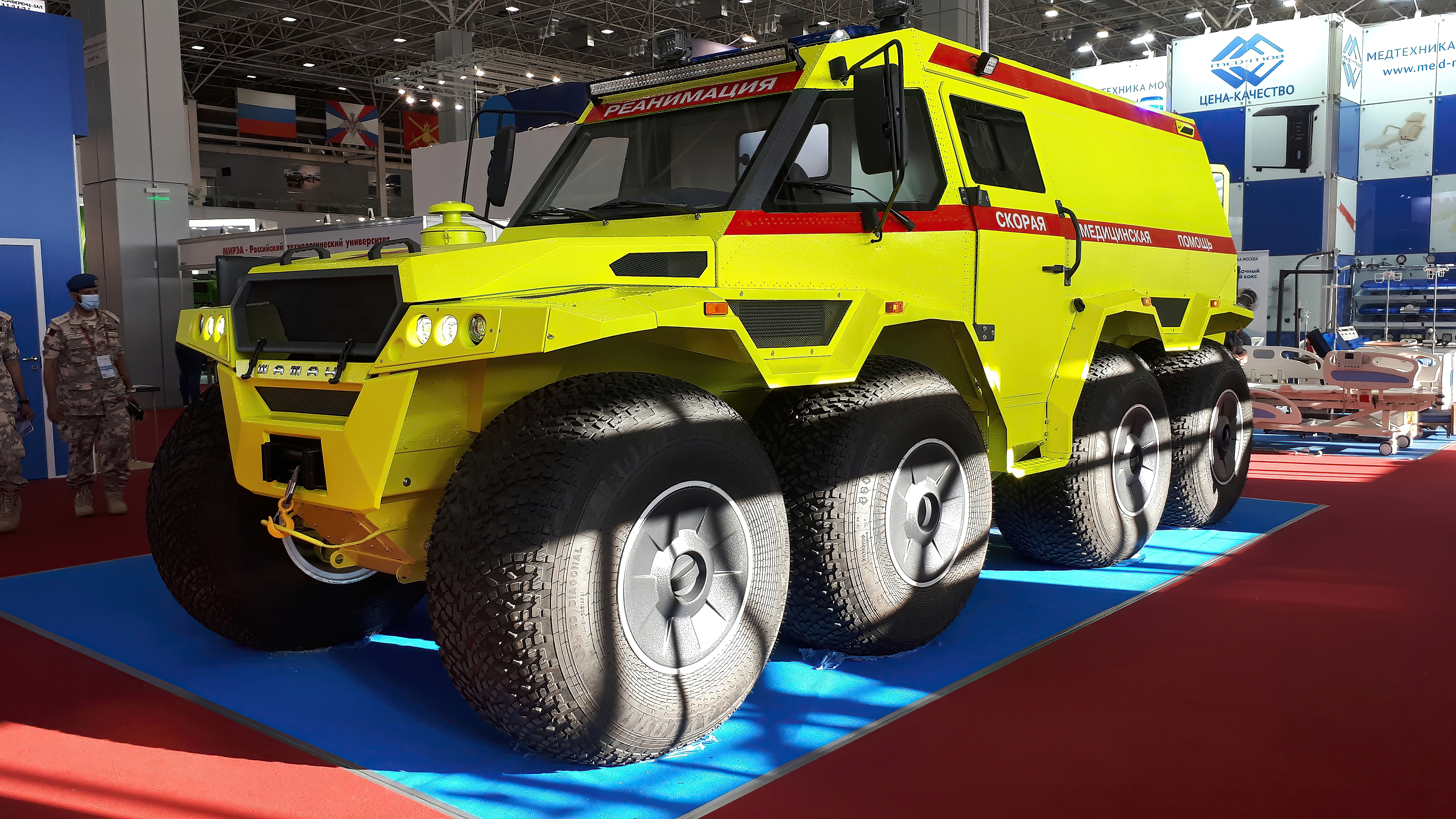
Вездеход скорой медицинской помощи «Шаман-М»
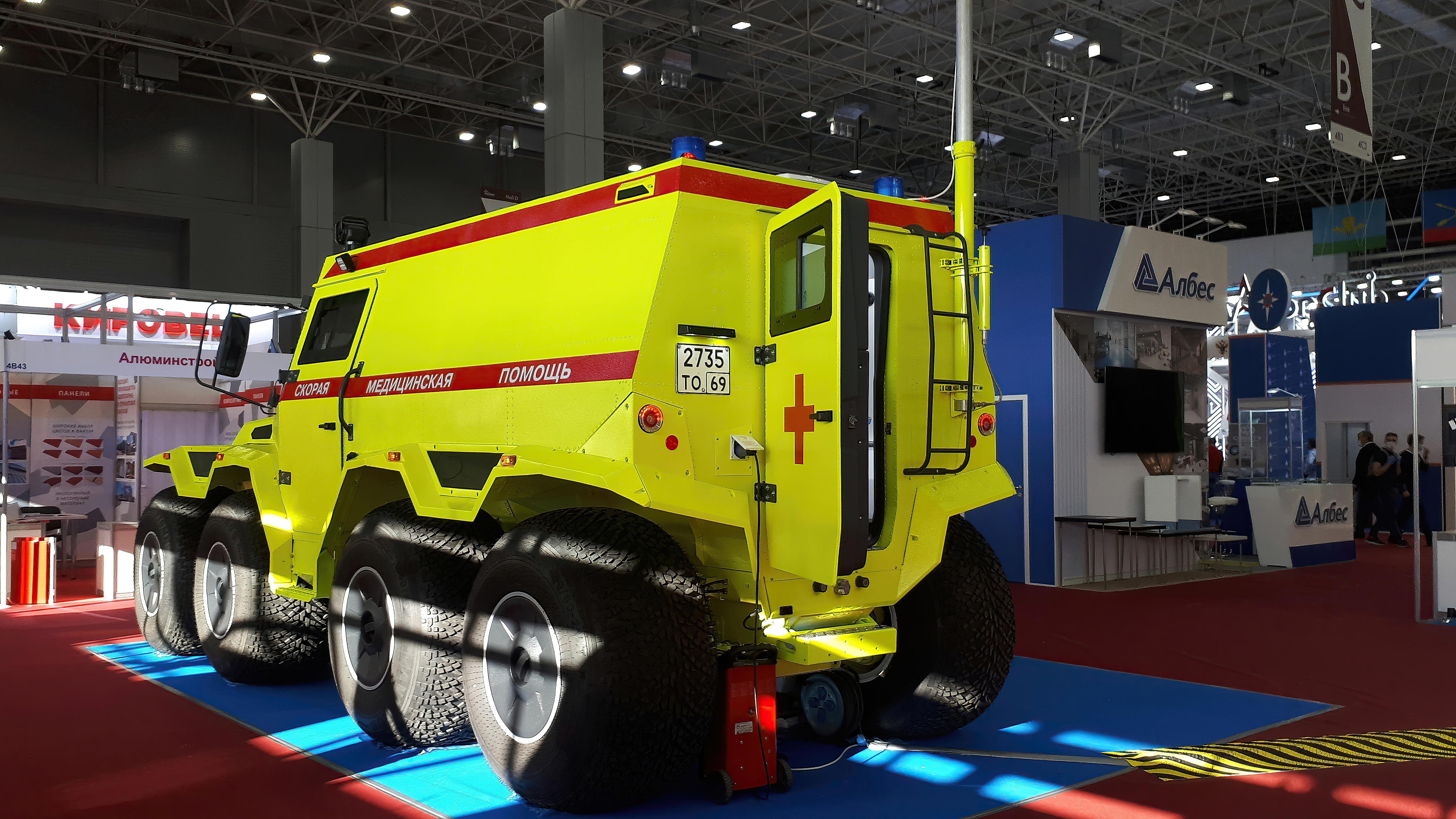

## Экспорт
Автомобиль поставляется в ОАЭ для использования в полицейских, медицинских и спасательных службах. Арабская версия отличается доработанными системами охлаждения и кондиционирования салона.